# Лагерево (Башкортостан)
Лагерево (баш. Лағыр) — село в Салаватском районе Башкортостана, административный центр Лагеревского сельсовета.

## Географическое положение
Находится на левом берегу реки Ай.
Расстояние до:
- районного центра (Малояз): 25 км,
- ближайшей ж/д станции (Мурсалимкино): 33 км.

## История
Д. Лагерево (от слова лагерь) в XVIII в. называлась Васик, Васкын, от антропонима. В конце века она называлась Лагерево и была самой большой из всех поселений тырнаклинцев. В 1795 г. она состояла из 29 дворов, где проживали 107 мужчин и 101 женщина. В 1816 г. было 162 мужчины и 149 женщин, в 1834 г.- 246 мужчин и 233 женщины, в 1859 г. - 388 мужчин и 386 женщин. В 1870 г. здесь насчитывалось 432 мужчины и 382 женщины.

## Население
| 2002 | 2009 | 2010 |
| ---- | ---- | ---- |
| 957  | ↘913 | ↘856 |

Национальный состав
Согласно переписи 2002 года, преобладающая национальность — башкиры (97 %).

## Религия
В селе есть мечеть.

## Достопримечательности
- Шлем, найденный в кургане №31 (Погребение 1) Лагеревского могильника на юго-восточной окраине деревни Лагерево, находится в экспозиции Музея археологии и этнографии УНЦ РАН в Уфе.
- Лагеревское болото, включен в список особо охраняемых природных территорий Башкортостана.

## Известные уроженцы
- Галимов, Хабир Латыпович (23 января 1905 — 20 февраля 1996) — башкирский советский артист оперы (драматический тенор), Заслуженный артист Башкирской АССР (1942), Заслуженный артист РСФСР (1947)[6][7].